# Нові пригоди дівчинки з океану
«Нові́ приго́ди ді́вчинки з океа́ну» (англ. The New Adventures of Ocean Girl) — дитячий анімаційний телевізійний серіал спродюсований незалежною компанією Media World Features і створений на мультиплікаційній студії Media World — Animation Works. Мультсеріал слугує продовженням до успішного дитячого телевізійного серіалу «Дівчинка з океану» (1995) компанії Jonathan M. Shiff Productions.
Мультсеріал використовує поєднання традиційної двовимірної анімації, промальованої вручну, з тривимірними комп'ютерними фонами.
В 1998 році мультсеріал отримав нагороду від Aton Awards як найкращий дитячий драматичний серіал (Best Children's Drama Series). А в грудні 2000 року був нагороджений премією Australian Guild of Screen Composers award за найкращу оригінальну пісню з фільму, мінісеріалу або телевізійного серіалу (best original song for a movie, mini-series or television series), якою стала тема опенінгу «The Promised One», та Australian Effects and Animation Festival як найкраща телевізійна анімація.
В Україні транслювався у 2003 році на телеканалі Інтер в багатоголосному дубляжі.

## Сюжет
Десь у всесвіті є планета Океанія, яку населяли чотири народи: люди, літуни, підземні жителі й амфібії. Гармонію стихій на планеті підтримували чотири кристали, які охороняли Священні кити. Дві тисячі років тому злий космічний чаклун Галіель вкрав один з чотирьох кристалів, щоб здобути силу. В результаті природний баланс був порушений, полярні шапки розтали, перетворивши Океанію на водний світ. Охоронець кристалів, кит Мандрул, провістила, що коли Галіель повернеться за рештою, його буде переможено простолюдинкою, а баланс стихій відновлено.
Коли принцеса Нері повертається з Землі (події серіалу «Дівчинка з океану») разом з псом Майкро, сила кристала Галіеля саме вичерпалася і він повертається на Океанію на метеориті. Збудувавши базу під водою, лиходій береться шукати решту кристалів. Він посилає відьму Елґар і фамільяра Мозо дізнатися де сховано камені. Тим часом король Океанії Німан не вірить, що Галіель повернувся. На Океанію прилітає принц Джоба з планети Бандар, спустошеної Галіелем, аби попередити про повернення чаклуна і знайомиться з Нері. Галіель зачакловує короля і намагається обманом вивідати розташування кристалів, однак Мандрул довіряє таємницю лише принцесі. Нері отримує віщі сни зі вказівками, завдяки чому Німана вдається звільнити від чарів. Разом з тим вона не вірить, що є обраною для порятунку планети, позаяк племінниця короля.
Нері з Джобою вирушає в підземелля, де старий Лазайя радить впевнитися, що її сни наслані Мандрул, а не Галіелем. Джобу викрадає чаклун аби змусити Нері прийти до нього. В цей час народи Океанії не можуть дійти згоди: літуни на чолі з Шимою турбуються лише про себе, лідер амфібій Зардар покладається на грубу силу, а підземні жителі з Неандою надто обережні. Джобі вдається втекти, з Нері він знаходить перший кристал в гнізді величезного птаха. Врятувавши її пташеня, принцеса переконує віддати кристал. Елґар викрадає його, та тепер птах приходить на допомогу. Джоба замислює скористатися кристалом для відродження рідної планети. Напад на Нері морського чудовиська змушує його переглянути своє рішення та лишитися на Океанії. Вдвох вони приносять кристал до Мандрул, де він займає належне місце.
Джобу жалить отруйна риба, Нері вирушає за порадою Лазайї, котрий відправляє її за цілющою водою. Скориставшись слабкістю принца, Галіель вселяється в нього та вивідує розташування другого кристала. Нері дістає другий камінь, але його охороняє гігантський кріт. Галіель вселяється у звіра, принцеса звільняє крота від його впливу і той віддає камінь. Потрапивши в пастку, Елґар обіцяє в обмін на порятунок покинути службу чаклуну. Хоча вона не дотримується слова, Мозу починає мучити совість.
Німан розповідає Нері, що її було всиновлено, тому вона може бути обраницею, що врятує Океанію. Мозо доставляє в королівський палац бомбу, та совість змушує його попередити Нері з Джобою про небезпеку. Завдяки цьому Джоба встигає викинути вибухівку.
Принцеса розшукує третій кристал і потрапляє з друзями у полон секти літунів, що хочуть принести їх у жертву. Джоба рятує їх, літуни, вражені його подібністю на своє божество, доставляють всю команду до Доглядача Часу, що повинен підказати сховок третього каменя. Елґар потрапляє до тих самих сектантів і змушує їх служити собі. Після цього вона розповідає Мозо, що Галіель вкрав його у батьків. Розчарований, той тікає. Нері знаходить третій кристал у печері, та напад глибинного чудовиська змушує її відступити. Тим часом Народи Океанії сплановують атаку на метеорит чаклуна. Елґар забирає кристал, але вирішує лишити його собі.
Галіель викрадає Мозо, щоб примусити його забрати камінь. Нері та Джоба знаходять відьму, що проголошує себе королевою. Елґар заморожує їх обох, а Галіеля позбавляє здатності бачити на відстані. Зардар самотужки нападає на метеорит і виявляє його властивість випускати кислоту. Підземні жителі створюють зілля, яке захистить амфібій від неї. Майкро відбиває чаклунство Елґар в неї ж, чим заморожує відьму і звільняє хазяйку. Коли принцеса прямує з кристалом до Мандрул, Мозо зраджує її та відбирає камінь. Він віддає кристал Елґар, але розуміє, що вчинив погано, Нері вибачає його. Амфібії піднімають метеорит Галіеля на поверхню океану, літуни підтягують його до гори, де вже чекають підземні жителі. Неанда і Зардар пробиваються всередину метеорита, вимагаючи в чаклуна віддати єдиний кристал, яким той володіє. Елґар вривається в метеорит, але випадково впускає свій кристал, Галіель схоплює його й отримує силу, якої прагнув. Мадрул відповідає туманним віщуванням «разом всі переможуть».
Чаклун омолоджується, він створює катаклізми по всій Океанії, після чого вирушає в храм Мандрул за рештою каменів. Нері та Джоба розуміють, що добути кристали їм допомогла дружба і безкорислива поміч. Вони закликають всіх, хто допомагав їм раніше, спрямувати свої думки проти Галіеля. Кристали відгукуються на це і стають на місця у храмі, хоч як Галіель не намагається їх утримати. Чаклун кам'яніє, Елґар намагається втекти з планети, однак падає в океані. На планеті настає мир і злагода.

## Список епізодів
1. The Return
2. Possessed
3. Hearing the Call
4. A Common Bond
5. The Quest Begins
6. Neri Has the Power
7. The Keeper of the Crystal
8. The Test of Faith
9. The Promise is Kept
10. The Crystal is Returned
11. The Crystal or a Friend
12. Secrets of the Ancient Palace
13. Elgar and Moza for Dinner
14. Fearless
15. The Truth is Kept a Secret
16. Galiel Unites the Clans
17. The Keeper of Time
18. The Deepest, Darkest Chasm
19. Elgar's Crystal
20. That Sinking Feeling
21. Moza's Time of Reckoning
22. Queen Elgar
23. The Surfacing
24. Neanda Leads the Way
25. The Countdown
26. The Time has Come